# Stenoonops egenulus
Stenoonops egenulus är en spindelart som beskrevs av Simon 1893. Stenoonops egenulus ingår i släktet Stenoonops och familjen dansspindlar.
Artens utbredningsområde är Venezuela. Inga underarter finns listade i Catalogue of Life.